# Lepidagathis tisserantii
Lepidagathis tisserantii är en akantusväxtart som beskrevs av Raymond Benoist. Lepidagathis tisserantii ingår i släktet Lepidagathis och familjen akantusväxter. Inga underarter finns listade i Catalogue of Life.